# Seznam slovenských hráčů v NHL v sezóně 1987/1988
Seznam slovenských hráčů v NHL v sezóně 1987/1988 uvádí slovenské hokejisty, kteří v této sezóně hráli za některý tým v kanadsko-americké NHL.

| Tým                 | Věk | Hráč          | Post | Počet zápasů ZČ | Branky ZČ | Asistence ZČ | Body ZČ | Počet zápasů v play off | Branky v play off | Asistence v play off | Body v play off |
| ------------------- | --- | ------------- | ---- | --------------- | --------- | ------------ | ------- | ----------------------- | ----------------- | -------------------- | --------------- |
| Quebec Nordiques    | 31  | Peter Šťastný | F    | 76              | 46        | 65           | 111     | Ne                      |                   |                      |                 |
| Quebec Nordiques    | 28  | Anton Šťastný | F    | 69              | 27        | 45           | 72      | Ne                      |                   |                      |                 |
| Toronto Maple Leafs | 30  | Peter Ihnačák | F    | 68              | 10        | 20           | 30      | 5                       | 0                 | 3                    | 3               |

- F = Útočník